# Pseudomyrmex leptosus
Pseudomyrmex leptosus é uma espécie de insecto da família Formicidae.
É endémica dos Estados Unidos da América.

## Modo de vida
A P. leptosus é uma formiga parasita sem obreiras, que vive nas colónias da formiga Pseudomyrmex ejectus (a espécie foi descoberta, nos anos 80, em duas colónias na Florida que continham ambas duas rainhas P. leptosus e obreiras P. ejectus, junto com ovos, larvas e pupas de de ambas as espécies).